# Avenue Roustavéli

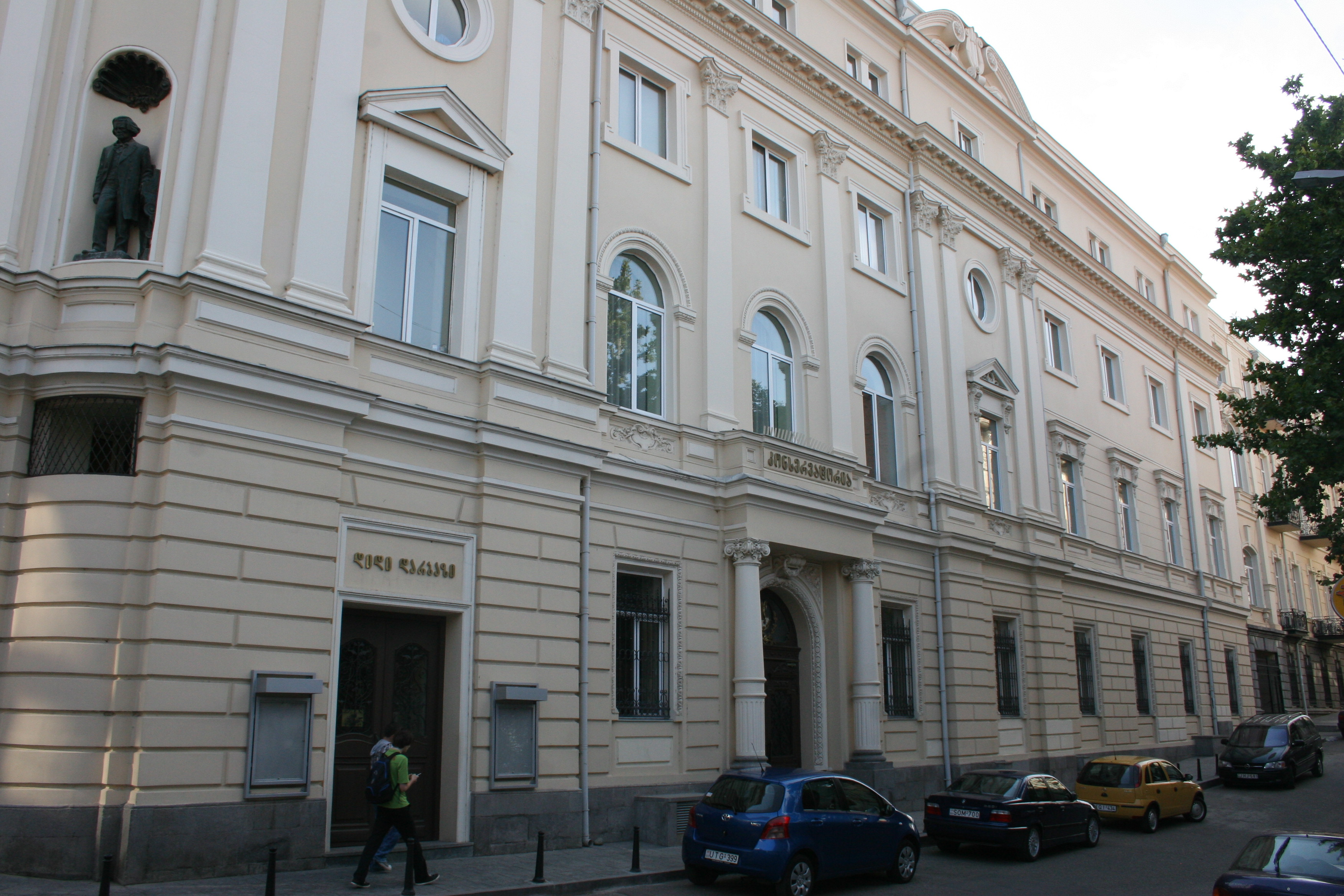
Le conservatoire d'État de Tbilissi.

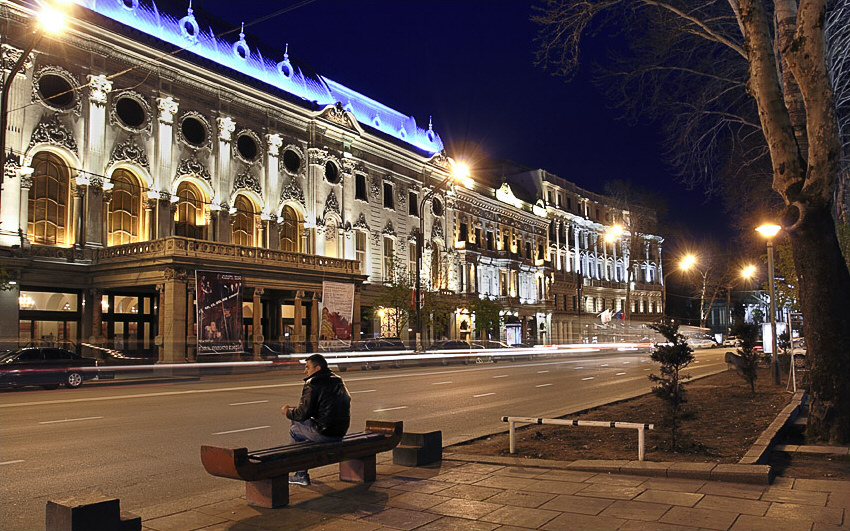
le théâtre national Roustavéli.

L'avenue Roustavéli (en géorgien : რუსთაველის გამზირი) est la principale artère centrale de la ville de Tbilissi en Géorgie.

## Situation et accès
L'avenue Roustavéli est une longue et élégante avenue qui traverse le centre-ville de la capitale géorgienne Tbilissi.
L'avenue Roustavéli débute à partie de la place de la Liberté est continue sur une longueur d'un kilomètre et demi. L'avenue est desservie par la ligne du métro de Tbilissi. L'avenue est le lieu habituel des manifestations anti-gouvernementales comme elle l'était déjà lors des rassemblements anti-soviétiques à l'époque de l'URSS et de la République socialiste soviétique de Géorgie.

## Origine du nom
L'avenue doit son nom en hommage au poète médiéval géorgien Chota Roustavéli.

## Historique
Sous le règne du prince Mikhaïl Semionovitch Vorontsov, l'artère a été élargi après 1848 pour avoir un aspect de boulevard. Des platanes furent plantés sur les deux côtés de l'avenue alors dénommée « avenue Golovin ». 
Le prince Muchran Batoni y a établi en 1854 son palais. 
Entre 1865 et 1869  fut édifié le Palais du Gouverneur  (aujourd'hui le Palais de la Jeunesse). 
En 1863, fut aménagé un grand parc public, le jardin d'Alexandre, sur les plans de l'architecte paysagiste Heinrich Scharrer.

## Bâtiments remarquables et lieux de mémoire
L'avenue Roustavéli est bordée de plusieurs monuments officiels gouvernementaux, d'édifices publics et religieux ainsi que des salles de spectacles, notamment le plus grand cinéma de Tbilissi, le cinéma Roustavéli.
- le Conservatoire d'État de Tbilissi ;
- le musée national géorgien ;
- l'Opéra de Tbilissi ;
- le bâtiment du Parlement de Géorgie ;
- le théâtre national Roustavéli ;
- l'église Saint-Georges-de-Kachvéti ;
- l'Académie nationale des sciences de Géorgie ;
- l'Académie des Beaux-Arts de Tbilissi.